# SystemC
SystemC — мова проектування і верифікації моделей електронних пристроїв системного рівня, реалізована у вигляді C++ бібліотеки з відкритим вихідним кодом. Бібліотека включає в себе ядро подієвого моделювання, що дозволяє отримати виконувану модель пристрою. Мова застосовується для побудови транзакційних і поведінкових моделей, а також для високорівневого синтезу.
Мова SystemC використовує ряд понять, схожих з тими, які мають мови опису апаратури VHDL і Verilog: інтерфейси, процеси, сигнали, наповненості, ієрархія модулів. Стандарт SystemC не вносить обмеження на використання мови C++ при описі моделей систем.
Розроблено чернетка стандарту на логічного синтез SystemC, метою якого є визначити підмножин мов С++ і SystemC, придатних для поведінкового і RTL синтезу.

## Приклад програмного коду
```
#include
 
"systemc.h"

SC_MODULE
(
adder
)
          
// module (class) declaration

{

  
sc_in
<
int
>
 
a
,
 
b
;
        
// ports

  
sc_out
<
int
>
 
sum
;

  
void
 
do_add
()
           
// process

  
{

    
sum
.
write
(
a
.
read
()
 
+
 
b
.
read
());
 
//or just sum = a + b

  
}

  
SC_CTOR
(
adder
)
          
// constructor

  
{

    
SC_METHOD
(
do_add
);
    
// register do_add to kernel

    
sensitive
 
<<
 
a
 
<<
 
b
;
  
// sensitivity list of do_add

  
}

};

```